# Главк (сын Миноса)

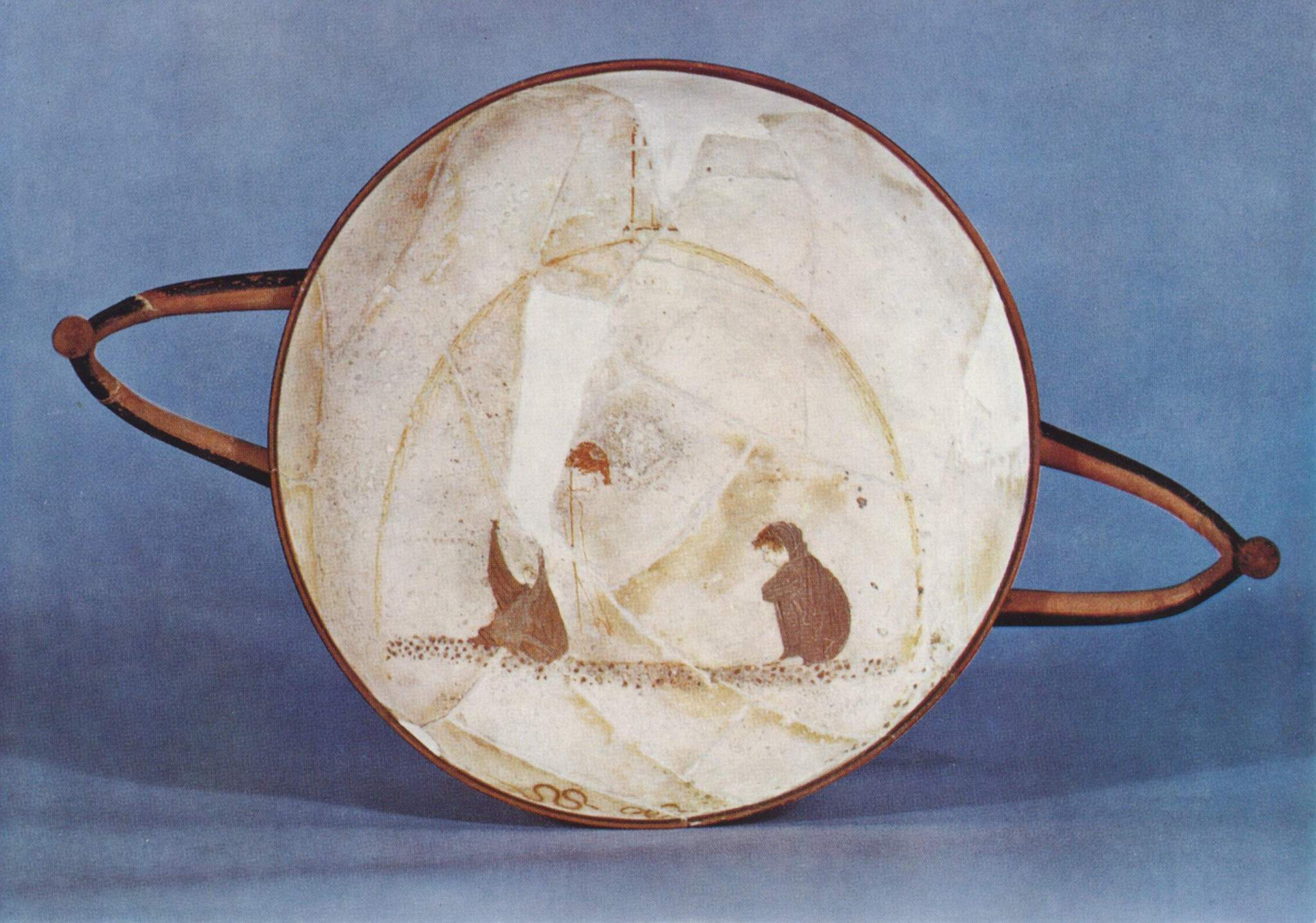
Главк на древнегреческой чаше

Главк (др.-греч. Γλαῦκος) — в древнегреческой мифологии сын мифического царя Крита Миноса и Пасифаи. Будучи ещё ребёнком, Главк гонялся за мышью (по Гигину, играл в мяч), упал в бочку с мёдом и умер. Минос тщетно искал его, пока его не нашёл наконец прорицатель Полиид. Аполлон послал знамение, и Минос, ссылаясь на предсказание оракула, потребовал, чтобы Полиид воскресил Главка, и запер его для этой цели вместе с трупом Главка в могиле. Полиид заметил, что убитая змея ожила от травы, положенной на неё другой змеёй, и при помощи этой же травы воскресил Главка. Согласно Мелесагору, его воскресил Асклепий. По рационалистическому истолкованию мифа, Главк испортил себе желудок, напившись мёда, а излечил его врач Полиид с помощью целебной травы, о которой он узнал от врача Дракона.
Тогда Минос потребовал, чтобы Полиид научил Главка искусству предсказания. Полиид исполнил это, но перед отъездом с Крита приказал Главку плюнуть ему в рот. Главк повиновался и немедленно лишился пророческого дара.
Когда Главк вырос, он прибыл из Крита в Италию, и критяне искали его в Япигии.
История воскрешения Главка была описана в утраченных трагедиях Софокла («Прорицатели, или Полиид») и Еврипида («Полиид»), в комедии Аристофана «Полиид». В честь этого персонажа названа линия Главк (Glaukos Linea) на спутнике Юпитера Европе.